# 正兴街道
正兴街道，是中华人民共和国四川省成都市双流区下辖的一个乡镇级行政单位。2019年12月，撤镇设街道，正兴街道办事处驻广东街248号。

## 行政区划
正兴镇下辖以下地区：
苏码头社区、大安桥社区、云龙社区、回龙社区、田家寺社区、凉风顶社区、秦皇寺社区、钓鱼嘴社区、官塘村和火石岩村。

## 教育
私立学校:
- 成都乐盟国际学校（英语：Léman International School - Chengdu）[4]